# Ascidia matoya
Ascidia matoya är en sjöpungsart som beskrevs av Takasi Tokioka 1949. Ascidia matoya ingår i släktet Ascidia och familjen Ascidiidae. Inga underarter finns listade i Catalogue of Life.